# Rivière Bretelle
Rivière Bretelle är ett vattendrag i Haiti.   Det ligger i departementet Ouest, i den centrala delen av landet, 21 km norr om huvudstaden Port-au-Prince.